# Ustanciosporium psilocaryae
Ustanciosporium psilocaryae är en svampart som först beskrevs av Tracy & Earle, och fick sitt nu gällande namn av M. Piepenbr. 2000. Ustanciosporium psilocaryae ingår i släktet Ustanciosporium och familjen Anthracoideaceae.   Inga underarter finns listade i Catalogue of Life.